# Capilla del Palacio de Valsaín

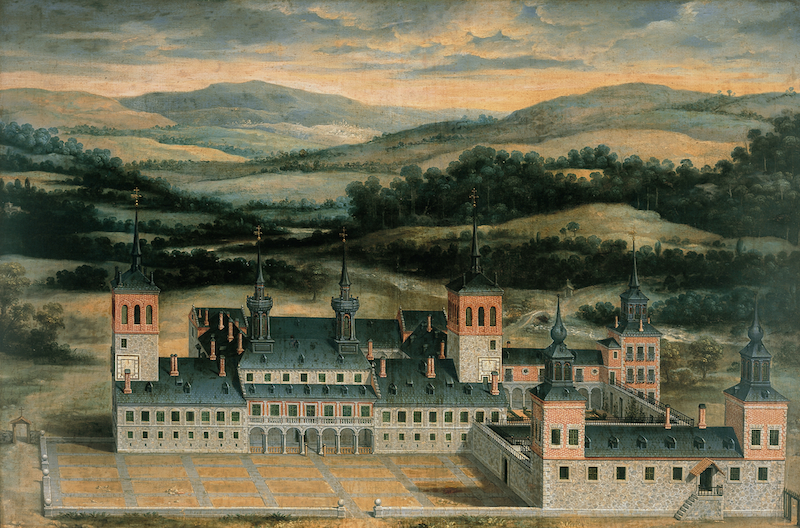
El Palacio, hacia 1633. La capilla se encuentra en la crujía del lado izquierdo de la vista del Palacio.

La capilla del Palacio de Valsaín fue un espacio de culto en esa residencia real, situada en la provincia de Segovia, hoy en ruinas.

## Historia
Las reformas iniciadas por Felipe II en la década de 1550 llevaron a la construcción de un suntuoso palacio. Hacia 1557 las obras de la capilla se encontraban finalizadas. Fue entonces se comenzó su decoración consistente en pinturas de gusto manierista realizadas por los pintores Francisco de Matía de Buyno y Benedicto Rabuyate. 
En esta capilla fue bautizada la infanta Isabel Clara Eugenia, hija de Felipe II, en agosto de 1562. Fue bautizada por Juan Bautista Cataneo, nuncio apostólico, después papa como Urbano VII, y fue su padrino su tío don Juan de Austria.
La capilla del palacio fue destruida en el incendio que arrasó gran parte del palacio el 22 de octubre de 1682. 

## Descripción
La capilla se encontraba situada en la parte interior de la crujía norte, en concreto en el piso superior, y presentaba una forma rectangular. Muy posiblemente, según Gárate Fernández-Cossio, la capilla contaba con grandes huecos al corredor del patio principal que permitían la asistencia de un mayor número de personas en los días de mayor concurrencia a las ceremonias religiosas desarrolladas en la capilla.